# Лінійне відображення
Лінійним відображенням (лінійним оператором, лінійним перетворенням) — називається відображення векторного простору {\displaystyle V} над полем {\displaystyle K} в векторний простір {\displaystyle W} (над тим же полем {\displaystyle K})
{\displaystyle f\colon \ V_{K}\to W_{K},}
що має властивість лінійності:
{\displaystyle f(\alpha x+\beta y)=\alpha f(x)+\beta f(y)\qquad \forall x,y\in V_{K},\quad \forall \alpha ,\beta \in K.}
Лінійне відображення зберігає операції додавання векторів і множення вектора на скаляр:
{\displaystyle f(x+y)=f(x)+f(y)}     адитивність
{\displaystyle f(\alpha x)=\alpha f(x)}     однорідність
Лінійне відображення векторних просторів є їх гомоморфізмом. А у випадку бієктивності відображення то й ізоморфізмом.
Лінійне відображення — важливе поняття лінійної алгебри, завдяки якому вона отримала свою назву.
У функціональному аналізі розглядаються неперервні лінійні оператори між топологічними векторними просторами, але означення "неперервний" зазвичай випускається.
Лінійне відображення, лінійний оператор — узагальнення лінійної числової функції (точніше, функції {\displaystyle y=kx}) на випадок більш загальної множини аргументів і значень. Лінійні оператори, на відміну від нелінійних, достатньо добре досліджені, що дозволяє успішно застосовувати результати загальної теорії, оскільки їх властивості не залежать від природи величин.

## Часткові випадки
- Лінійний функціонал — лінійний оператор, для якого {\displaystyle W_{K}=K\!}

{\displaystyle f:V_{K}\to K\!}
множина всіх лінійних функціоналів складає спряжений простір до {\displaystyle ~V}, який теж є лінійним простором (позначається звичайно {\displaystyle ~V^{*}})
- лінійне перетворення — лінійний оператор, для якого {\displaystyle V_{K}=W_{K}\!}

{\displaystyle f:V_{K}\to V_{K}\!}
- Тотожний оператор — оператор {\displaystyle x\mapsto x}, що відображає кожен елемент простору {\displaystyle V_{K}\!} в самого себе.
- Нульовий оператор — оператор, що переводить кожен елемент простору {\displaystyle V_{K}\!} в нульовий елемент простору {\displaystyle W_{K}\,.}

## Композиції лінійних відображень
- Якщо f:V→W і g:W→Z є лінійними відображеннями, то відображення g•f : V→Z також є лінійним.
- Якщо існує обернене відображення до лінійного відображення, то воно теж є лінійним.
- Якщо f1:V→W і f2:V→W є лінійними відображеннями, то відображення f1+f2 (визначене як (f1+f2)(x) = f1(x) + f2(x)) теж є лінійним.
- Якщо f:V→W є лінійним відображенням і a елемент з поля K (базового для V і W), тоді відображення af, визначене як (af)(x) = a (f(x)), також лінійне.

В скінченномірному випадку ці властивості подібні властивостям матриць: множення, додавання і множення на скаляр.

## Ядро та образ відображення
- Ядром лінійного відображення {\displaystyle f:V\to W\!} називається така підмножина {\displaystyle V\!} що:

{\displaystyle \ker {(f)}=\{x\in V:f(x)=0\}}
Ядро лінійного відображення утворює лінійний підпростір в просторі {\displaystyle V.\!}
- Образом лінійного відображення {\displaystyle f:V\to W\!} називається така підмножина {\displaystyle W\!} що:

{\displaystyle \operatorname {im} (f)=\{w\in W:w=f(x),x\in V\}}
Образ лінійного відображення утворює лінійний підпростір в просторі {\displaystyle W.\!}
- Між розмірностями образу і ядра існує таке співвідношення:

{\displaystyle \dim(\ker {f})+\dim(\operatorname {im} {\,f})=\dim(V)}
Число {\displaystyle \dim(\operatorname {im} {\,f})} називається ранг {\displaystyle f\!} і записується як {\displaystyle \operatorname {rank} {(f)}} чи {\displaystyle \operatorname {rk} {(f)}.}
Якщо розмірності {\displaystyle V\!} і {\displaystyle W\!} скінченні й вибрані базиси, то лінійне відображення задається своєю матрицею відносно до цих базисів.
І ранг відображення збігається з рангом матриці відображення.

## Матриця лінійного відображення
Якщо в просторі {\displaystyle V\!} вибрано базис {\displaystyle (e_{1},\ldots ,e_{n})\!}, в просторі {\displaystyle W\!} вибрано базис {\displaystyle (f_{1},\ldots ,f_{m})\!}, то матрицею лінійного відображення в даних базисах називається матриця 
{\displaystyle A={\begin{Vmatrix}a_{11}&\cdots &a_{1n}\\&\cdots &\\a_{m1}&\cdots &a_{mn}\end{Vmatrix}}}
j-ий стовпчик якої складається з координат вектора {\displaystyle Ae_{j}\!}, тобто координат образу j-го базисного вектора 
{\displaystyle Ae_{j}=(a_{1j}f_{1}+\ldots +a_{mj}f_{m})\!}   в базисі {\displaystyle (f_{1},\ldots ,f_{m}).\!}
Координати {\displaystyle (y_{1},\ldots ,y_{m})\!} образу {\displaystyle Ax\!} вектора {\displaystyle x\!} в базисі {\displaystyle (f_{1},\ldots ,f_{m})\!} при лінійному відображенні {\displaystyle A\!} 
виражаються через координати {\displaystyle (x_{1},\ldots ,x_{n})\!} вектора {\displaystyle x\!} в базисі {\displaystyle (e_{1},\ldots ,e_{n})\!} за формулою:
{\displaystyle {\begin{Vmatrix}y_{1}\\\vdots \\y_{m}\end{Vmatrix}}=A{\begin{Vmatrix}x_{1}\\\vdots \\x_{n}\end{Vmatrix}}}

### Матриці лінійного відображення в різних базисах
Якщо A і Ã відповідно матриці лінійного відображення {\displaystyle f\!} в базисах {\displaystyle (e_{1},\ldots ,e_{n});(f_{1},\ldots ,f_{m})\!} і {\displaystyle (e_{1}',\ldots ,e_{n}');(f_{1}',\ldots ,f_{m}')\!} то
{\displaystyle {\tilde {A}}=T^{-1}AS}
де S і T — матриці переходу від базису {\displaystyle (e_{1},\ldots ,e_{n})\!} до базису {\displaystyle (f_{1},\ldots ,f_{m})\!} і від базису {\displaystyle (e_{1}',\ldots ,e_{n}')\!} до базису {\displaystyle (f_{1}',\ldots ,f_{m}')\!} відповідно:
{\displaystyle (e_{1}',\ldots ,e_{n}')=(e_{1},\ldots ,e_{n})S,\!}
{\displaystyle (f_{1}',\ldots ,f_{m}')=(f_{1},\ldots ,f_{m})T.\!}
При лінійному перетворенні (тобто, коли відображення в той же простір):
- для зміни базису використовується матриця переходу;
- матриці перетворення в різних базисах є подібними матрицями.